# Mevaseret Zion
Mevaseret Tzion sau Mevaseret Zion, uneori, pe scurt Mevaseret (în ebraică:מבשרת ציון) este o localitate din Israel, suburbie urbană a Ierusalimului, având statut de „Consiliu local” și situată la nord-vest de Ierusalim, și la nord de așezarea Motza Ilit, în Munții Ierusalimului, parte a Munților Iudeei. 
Ea s-a întemeiat în 1963 prin unirea așezărilor Mevaseret Yerushalaiym, Maoz Tzion Alef și Maoz Tzion Bet. Populația ei a fost de 24.409 locuitori în anul 2019.

## Numele
Numele localității Mevaseret Tzion - adică „Cea care binevestește Sionului” - provine din expresia „Mevaseret Yerushalayim” (Cea care binevestești Ierusalimului) din versetul 40,9 din Cartea prorocului Isaia, carte din Biblia ebraică și Vechiul Testament creștin: 
„עַל הַר גָּבֹהַּ עֲלִי לָךְ מְבַשֶּׂרֶת צִיּוֹן, הָרִימִי בַכֹּחַ קוֹלֵךְ מְבַשֶּׂרֶת יְרוּשָׁלִָם, הָרִימִי אַל תִּירָאִי, אִמְרִי לְעָרֵי יְהוּדָה הִנֵּה אֱלֹהֵיכֶם.”
.
„Suie-te pe munte înalt, cel ce binevestești Ierusalimului, ridică glasul tău cu putere, cel ce binevestești Ierusalimului, înalță glasul și nu te teme, zi cetăților lui Iuda: "Iată Dumnezeul vostru!”
)

## Istoria

### Dealul Kastel

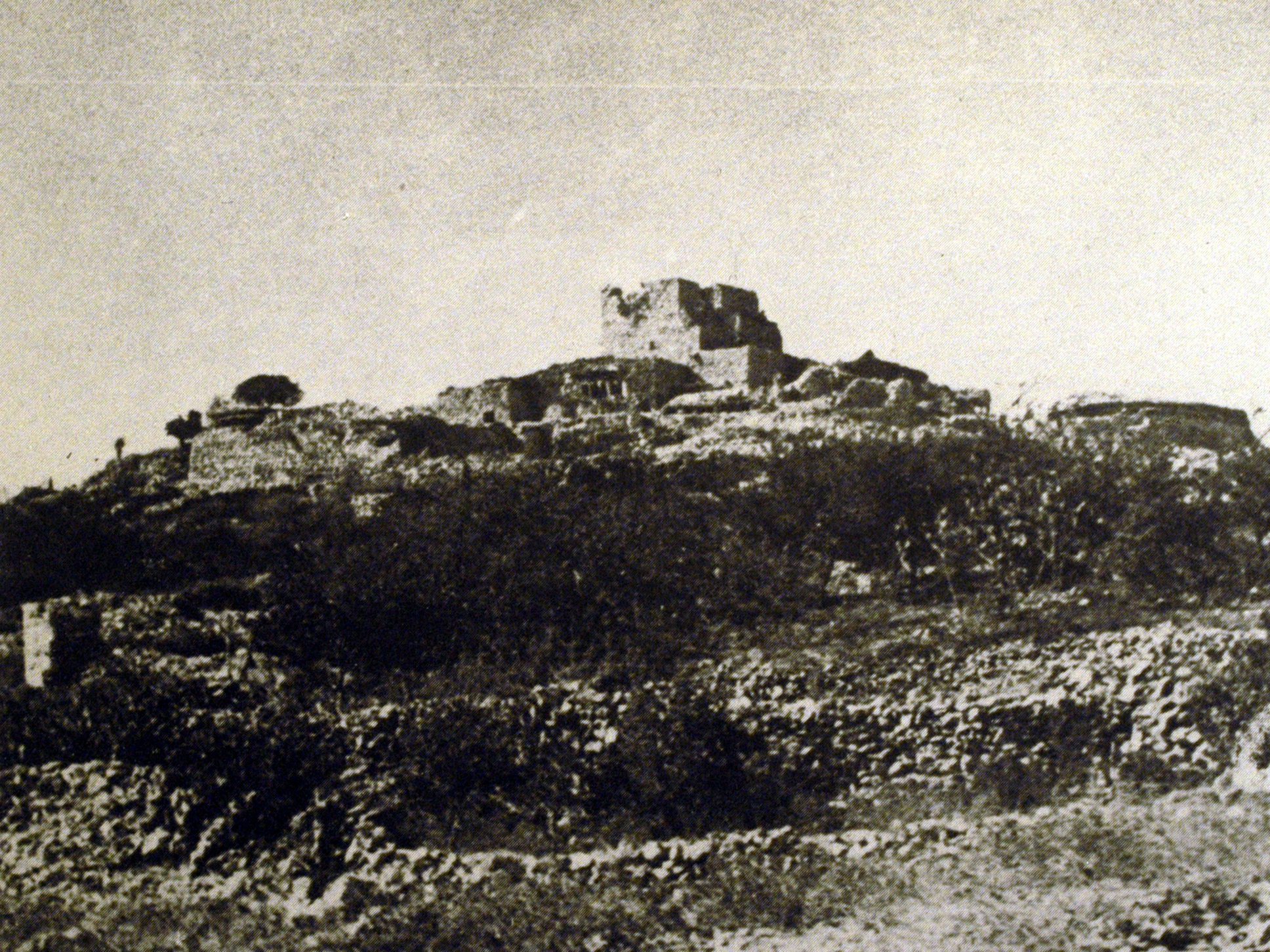
Dealul Kastel în 1948

Zona în care se află Mevaseret Tzion avea însemnătate strategică încă în antichitate.
Pe un deal romanii au clădit aici o fortăreață Castellum, destinată păzirii drumului spre Ierusalim. După aproape un mileniu, cruciații au ridicat pe același deal o cetate fortificată, cunoscută sub numele de Castellum Belveer, din care nu a rămas nicio urmă. Ea este menționată într-o scrisoare din septembrie 1187 a patriarhului latin Heraclius al Ierusalimului, în care relatează despre măcelărirea creștinilor din Ierusalim, de către paloșul necredinciosului Mufametus (Mahomed) și a nelegiuitului său adorator Saladin și despre recucerirea orașului de către arabi, inclusiv a cetății numite în arabă Al Qastal.
În timpul stăpânirilor musulmane a luat ființă pe deal un mic sat arab numit Al Qastal, care în secolul al XX-lea, a avut circa 90 de locuitori , și un fort cu acelaș nume. 
În timpul Mandatului Britanic pentru Palestina, britanicii au denumit dealul The Castle. Arabii îl numeau al Qástal, iar evreii - HaKástel.
În Războiul de Independență al Israelului pentru dealul Al Qastal s-au purtat lupte grele între evrei și arabi, locul având o mare importanță, deoarece controla șoseaua Tel Aviv-Ierusalim. În cursul luptelor Al Qastal a trecut de mai multe ori din mână în mână.
Momentul de cotitură a fost cel în care a fost împușcat comandantul palestinean Abdel Kader al-Husseini, care stătea in fruntea luptătorilor arabi din „Oastea Războiului Sfânt” în zonă. Mulți dintre combatanții arabi și-au părăsit posturile pentru a participa vinerea, la 9 aprilie, la funeraliile lui Al Huseini la Moscheea Al Qibli (Al Aksa) din Ierusalim. În aceeași zi Al Qastal a căzut în mâinile luptătorilor evrei, practic fără rezistență.

### Excavații arheologice
În lunile aprilie-mai 2003 săpături arheologice pe strada Nahal Sorek au găsit o grotă funerară antică datând din Epoca Fierului, din perioada celui de-al Doilea Templu.
În sud-vestul localității unde se afla satul arab Qalunia, s-au găsit o clădire antică boltită și ruinele medievale numite in arabă Khirbet Beit Mizza, După opinia specialiștilor la Khirbet Bewit Mizza se află vestigiile localității biblice Motza, menționată în Cartea Iosua 18:26 din Biblia ebraică (sau Vechiul Testament). Locul a fost numit de aceea în ebraică Tel Motza.
După Carsten Peter Thiede Khirbet Beit Mizza este și cel mai plauzibil candidat pentru localizarea Emmausului din Noul Testament. 
Denumirea arabă Qalunia și cea ebraică-aramaică corespondentă Kalonia-Motza, provine de la Colonia Amosa sau Colonia Emmaus a unor soldați romani demobilizați care a fost creată de Titus după reprimarea Revoltei Iudeilor.

### Maoz Tzion

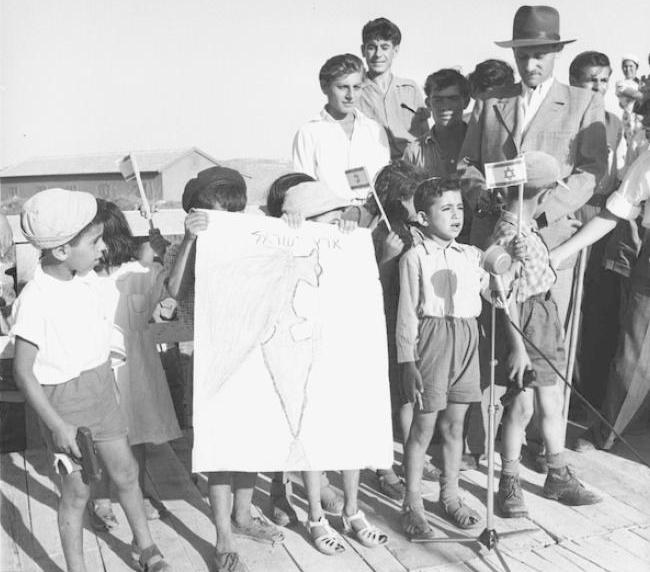
Imagine de la inaugurarea unei școli la Maoz Zion în 1955. Fotografie de Yehuda Eisenstark

După proclamarea Statului Israel în 1948, la poalele dealului Kastel, la sud de șoseaua Ierusalim-Tel Aviv, a luat ființă o tabără de noi imigranți - de tip maabara, populată de evrei din Irak și Kurdistanul] irakian, transportați în Israel prin Operațiunea Ezra si Nehemia. Familiile venite au fost cazate în 400 barăci de tinichea. După un an, în 1951 majoritatea locuitorilor taberei s-au mutat în domicilii permanente construite pe povărnișul de est al dealului pe care se afla tabăra, dincolo de șoseaua spre Tzova. Astfel s-a pus temelia unei noi așezări, cu profil rural, numită Maoz Tzion (Bastionul Sionului), dependenta de Consiliul regional Mate Yehuda. Organizațiile responsabile de așezarea imigranților au decis că aceștia se vor ocupa cu agricultura pe terenurile din preajma căsuțelor. Puținii dintre ei, care au acceptat acest proiect, au rămas în sectorul agricol doar câțiva ani, deoarece familiile lor, cu multi copii, nu s-au putut intreține numai din munca agricolă.
O parte din locuitori au lucrat la cariera de piatră din sudul așezării, și care aparținea companiei sindicale de construcții Solel Bone, alții au trăit din lucrul de tip workfare, inițiat de autorităti, sau din diverse munci ocazionale în Ierusalim. 

Barăcile taberei Maabarat Kastel au rămas pe loc și la mijlocul anilor 1950 au găzduit un nou val de imigranți evrei din Maroc și Iran. În 1956 aceștia, împreună cu acele familii din Irak și Kurdistan care rămăseseră în tabără, au fost mutați în domicilii permanente la vest de maabará.
În locul taberei s-au ridicat niște clădiri publice și spații comerciale pentru două cartiere:la est - Maoz Zion Alef, și la vest- Maoz Zion Bet,
Locuitorii din Maoz Zion au folosit o vreme numele neoficial Kastel. Numele acesta este folosit până în zilele noastre pentru Monumentul luptelor de la Kastel ridicat pe deal de către evrei.

### Mevaseret Yerushalaiym
De partea de la nord de șoseaua Ierusalim-Tel Aviv pe povărnișul dealului pe care s-a aflat satul arab Kaloniya, evacuat în cursul Războiului din 1948-1949, s-au așezat familii de imigranți evrei din Africa de Nord (Maroc, Algeria și Tunisia). Ele au fost aduse în camioane direct de pe vapor din portul Haifa, și repartizate în case cu un etaj si cu doua locuințe fiecare. Puține din familii au primit propunerea instituțiilor de integrare de a cultiva terenul din jurul caselor cu culturi agricole minore. Majoritatea locuitorilor au preferat să lucreze în alte ocupații manuale  pe care le-au găsit: munci de împădurire, construcții de șosele,etc   
Si Mevaseret Yerushalayim, cum s-a numit această nouă așezare a fost afiliată Consiliului regional Mate Yehuda. Din cauza apropierii de frontiera iordaniană, locuitorii asezarii au suferit multă vreme de pe urma focului de arme și a infiltrării de teroriști. În 1957 un obuz de mitralieră iordanian l-a ucis pe Shimon Swissa, fiul rabinului David Swissa din Mevaseret în timp ce se plimba pe ogor. După el se numește una din străzile principale ale localității.

### Consiliul local unificat Mevaseret Zion
În 1963 cele două așezări vecine, Maoz Zion și Mevaseret Yerushalayim, care numărau împreună 4800 locuitori, au decis să se unească într-o așezare cu statut de consiliu local, numită Mevaseret Zion. In fruntea consiliului unificat a fost ales Asher Lazimi care a funcționatpana la primele alegeri comune în 1965.
În timpul Războiului de Șase Zile din iunie 1967 Brigada Harel s-a întrunit în Pădurea Hulda și a urcat pe șoseaua Ramat Raziel pentru a se feri de trupele iordaniene care dominau soseaua spre Ierusalim. în zona Kastel și Maoz Zion militarii israelieni au nimerit sub un bombardament greu din partea iordanienilor, în care au căzut cinci dintre israelieni. În memoria lor în centrul Maoz Zion a fost ridicat un monument.

### Din anii 1970 până în prezent
Începând din 1978 s-au stabilit la Mevaseret Zion noi locuitori, majoritatea laici, veniți din Ierusalim si orasele din centrul Israelului, care și-au dorit să locuiască într-un mediu liniștit, aproape rural, și în acelaș timp apropiat de o urbe cu posibilități de muncă și servicii.  
Populația numeste Mevaseret mai ales partea de nord a orașului, unde s-au stabilit noii locuitori. Restul sudic al localității continuă sa fie denumit neoficial Maoz Tzion și Kastel, și este populat de locuitorii inițiali, originari din Orientul Apropiat și Africa de Nord.
După anul 1980 localitatea cunoaște un avânt economic și cultural deosebit, reflectat intre altele prin deschiderea de noi instituții de învățământ, de cultură, spații comerciale etc.

## Geografie

### Poziție și arie geografică
Localitatea este așezată de ambele părți ale Șoselei 1 (Ierusalim-Tel Aviv), la 6 km vest de intrarea în Ierusalim.
Ea se află la o altitudine de între 640 metri (Cartierul Het) și 810 metri (Cartierul Hey) deasupra nivelului mării. Altitudinea medie este de 717 metri.
Suprafața localității este de 640 ha, având 6,000 unități de locuit împărțite între 15 cartiere.  
În centrul orășelului se înalță Muntele Maoz, cu o altitudine de 799 m, pe care se întinde parcul național Kastel. (Hakastel)
Între localitățile cu statut de consiliu local din Israel, Mevaseret Tzion este a patra ca număr de locuitori, după Pardes Hana-Karkur, Ghedera și Arara. De asemenea, ea este cea mai mare așezare din Coridorul Ierusalimului și a treia ca număr de locuitori din Districtul Ierusalim.
Regiunea în care se află Mevaseret este dominată de Munții Iudeei, localitatea fiind înconjurată  de rezervații naturale și poteci:Nahal Halilim, Nahal Sorek, Lacul Beit Zaiyt, Ein Tzova, cetatea Belmont, Har Heret (Muntele Heret), Har Eitan (Muntele Eitan), Emek Haarazim (Valea cedrilor), cetatea Kastel, Sataf si Ein Hemed (Aqua Bella).

## Demografia
După datele Oficiului Central de Statistică al Israelului, în decembrie 2022 (evaluare) la Mevaseret Zion a avut 25,446 locuitori (locul 86 între localitățile din Israel) . Populația a crescut intr-un ritm anual de 2%. Procentul elevilor cu drept de diploma de bacalaureat a fost 83,8% . În anul 2019 salariul mediu lunar al unui salariat din Mevaseret Zion a fost de 11.620 shekeli (față de media pe țară:9.745 shekeli)
- Evoluția numărului populației:

Componența etnico-religioasă a populației, după datele oficiale din 2020, include 88,1% evrei si  11,9 - alții.
repartizarea populației după grupe de vârstă:
| Vârsta (în ani) | Procentul în populație % |
| --------------- | ------------------------ |
| 0-4             | 8,9%                     |
| 5-9             | 8,5%                     |
| 10-14           | 8,7%                     |
| 15-19           | 9,2%                     |
| 20-29           | 15,9%                    |
| 30-44           | 17,9%                    |
| 45-59           | 18,9%                    |
| peste 60        | 12,0%                    |

### Cartiere și alte diviziuni teritoriale
Mevaseret Zion are 15 cartiere, unele din ele - cartiere vechi cu profil urban, iar altele cu propfil rural.
- Cartierul Alef (Shkhuná Alef) - este format din clădiri de tip cottage, cu câte două familii fiecare, și case particulare.
- Cartierul Bet - cuprinde case cu câte două familii fiecare
- Cartierul Gimmel unul din primele cartiere din Mevaseret, cuprinde blocuri de locuințe
- Cartierul Dalet  în majoritate constituit din case de tip cottage și vile
- Cartierul Hey  - clădiri mai mari în linie
- Cartierul Vav  - ca și cartierul Hey - clădiri și locuințe în linie
- Cartierele Zain-Het (Lanțul Halilim), vecine cu cartierele Hey-Vav si asemănătoare cu cartierele Dalet-Vav- sunt două din cele mai noi cartiere din Mevaseret, formează împreună Cartierul Rekhes Halilim . Câteva străzi din cartier se află dincolo de Linia verde (a armistițiului din 1949)
- Cartierul Tet - format din clădiri mai mari, inclusiv blocuri
- Cartierul Yud Alef  (Eyn Hemed - Aqua Bella)

Proiectul Eyn Hemed  se referă la șapte case de tip cottage, construite în 1994 pe un deal la vest de Maoz Zion, în contradicție cu planul general pe țară care l-a destinat ca zonă de odihnă și agrement. După procese judiciare complicate care s-au încheiat în februarie 2003 Curtea Supremă a Israelului a obligat familiile stabilite aici să evacueze clădirile. În anul 2010 ele au erau încă pustii. Pe acest deal se află o construcție mică din anii 1930 care a servit atunci ca stație de paznici, sub numele Nahalat Itzhak, după numele proprietarului ei, Itzhak Feller.În 1936 aici s-a antrenat o unitate mobilă a forțelor Haganá, iar în 1938-1939 a găzduit „Batalionul șoselei” al Irgunului (Etzel) care asigura paza drumului spre Ierusalim. În 1948 clădirea a servit trupelor Haganá care au cucerit fortul Kastel. În anii 1960 s-a instalat aici ieșiva Kiryat Hahinukh, ulterior transferată în Mevaseret Tzion.
- Mevaseret Yerushalayim  denumit și „ Motza cea mică" (Motza haktaná)- cartier vechi și mare, se învecinează cu Cartierele Tet și Ghimel
- Maoz Zion Alef - a cărui construcție datează de la începutul anilor 1950. La origine era destinat să slujească drept „maabará”  pentru evrei imigrați din Kurdistanul irakian și Irak în general, având un profil rural, cu gospodării agricole în jurul caselor. Astăzi se află în renovare, crea include, alături de căsuțele cu un etaj din anii 1950,construirea de case de tip cottage pentru una sau două familii fiecare.
- Maoz Zion Bet- ridicat, începând de la mijlocul anilor 1950, alături de cartierul Maoz Zion Alef
- Nof Harim (Peisaj de munte) - cartier cu profil înalt, compus dintr-o singură stradă si asemănător cu cartierele Dalet și Vav
- Cartierul Keren Hayessod - locuințe și case de tip cottage în trepte
- Cartierul Yud - planificat pentru construcție în anii 2020 de către compania Nitzba
- Centrul de absorbție a imigranților" - aflat între străzile Harel și Yasmin și aparținând Agenției Evreiești , a fost creat în anii 1970 și a servit pentru cazarea noilor imigranți (olim hadashim) până la sfârșitul celui de-al doilea deceniu al secolului al XXI-lea. La început a fost populat cu imigranți din Occident, mai ales Regatul Unit și Statele Unite, apoi cu imigranți din diverse state. Când a început primul val de emigrație din Etiopia, au fost dirijați aici noi veniți din această țară. Centrul de absorbție a devenit în acea perioadă cel mai mare și unicul din Israel, destinat imigranților din Etiopia. Centrul se intinde pe cinci hectare, pe care sunt risipite 344 unități de locuit fără etaj, precum și clădiri publice, ca de exemplu, o sinagogă, un club de tineret și o bibliotecă. Copiii mai mici ai imigranților au învățat în grădinițe și școli din Ierusalim, în vreme ce adolescenții au învățat în internate.

În Mevasseret Tzion activează mai multe comunități evreiești ortodoxe, și de asemenea, comunitatea Kehillat Mevasseret Tzion, fondată în 1993 de iudaismul reformat.

## Economia
- Mall-ul de la intersecția Harel - cu circa 80 magazine, deservește locuitorii din Mevasseret Zion, inclusiv Maoz Tzion, și alte comunități den jur, precum si pasageri pe Șoseaua I.Locuitorii se folosesc și de Mall-ul din gara Malha a Ierusalimului, aflata de cealaltă parte a șoselei I, la intrarea în Maoz Tzion. In mallul Malha s-a deschis în 1995 prima filală kasher a lui McDonald's

## Administrația
În Consiliul local de 15  locuri, din care:
14 sunt ocupate de o coaliție formată din:
- Lista Hay a primarului Yoram Shimon - 8 deputați
- Partidul Shas - ultraortodox „sefard” - 1 deputat
- Mevaseret Tzion Ahat sub conducerea lui Dubi Kaduri- 2 deputați
- Tzeirei Mevaseret (Tinerii din Mevaseret) - 2 deputați
- Shelahem Roni Steinitz (Roni Steinitz al vostru) - 1 deputat

1 loc ocupat de opoziție: 
- Ken - Kulanu Mevaseret Tzion (Noi toți Mevaseret Tzion) - 1 deputat - Yossi Ben Ghighi

## Învățământul
- Trei școli elementare laice de stat  - școlile Hashalom, Hadror Tali și Moledet.[9][10]
- Școlile de stat religioase - școlile „Hemdat Hashaked” și „Tzlilei Noam” (fostă „Orot”)
- Școala gimnazială Hayovel
- Liceul de stat Harel
- Ieșiva-liceu Kol mevaser
- Kolelul Beit Midrash Maratz - pregătește pentru meseria de rabini

## Cultură
Majoritatea activităților culturale frecventate de locuitori se desfăsoara la Ierusalim.
În localitate funcționează: 
- Palatul culturii cu o sală de spectacole și un centru pentru tineret, lângă liceul Harel
- Un amfiteatru (Amfipark) cu 5000 locuri
- O galerie de arte plastice- in prezent în căutare de sediu
- Conservator local de muzică (Musicon), condus de Barak Yavin
- cămine culturale  (matnasim) Mevaseret si Merkaz Pais (înființat de Loteria Națională) ș din 2003 - și Centrul cultural comunitar Maoz Zion
- Biblioteca publică Pamela și Stanley Chase
- mișcări de tineret - inclusiv cercetași(Tzofim) - „tribul” Yonatan Netanyahu, 3 filiale ale mișcării de tineret național-religios Bnei Akiva, una a mișcării Tineretului Muncitor și Școlar, Mișcarea Telem (a tineretului din iudaismul reformat), Mișcarea Ezra (a tineretului religios ultraortodox din Poalei Agudat Israel)
- în construcție - Country Club
- din 1988 - Casa Beit Habad cu activități religioase, culturale și filantropice

### Alte instituții și centre de atracție
- La Mevaseret Tzion s-au aflat în trecut ambasadele în Israel ale Boliviei (până în 2009) și Paraguayului (până în 2005).

## Sport
Mevaseret Tzion are o echipă de fotbal și una de baschet care joacă în ligile inferioare. 
Echipa de fotbal Hapoel Mevaseret Zion joaca in Liga a 5-a a Israelului
Ea s-a unit cu echipa Ironi Abu Ghosh și a devenit cea dintîi echipa israeliană reprezentând împreună o localitate evreiască și una arabă. Un timp a fost unită și cu echipa Hapoel Katamon din Ierusalim. Terenul clubului este Hamigrash Hayarok (Terenul verde) cu o capacitate de 200 spectatori.
Echipa de baschet Hapoel Mevaseret Zion joaca și în Liga Bet. Terenul clubului are 300 de locuri.

## Personalități - locuitori
- Rahel Adato-Levi - ginecolog si politician, fostă deputată în Knesset (Kadima, Hatnuá)
- Gideon Alon - ziarist și scriitor
- Aharon Appelfeld - scriitor, a locuit mulți ani la Mevaseret Zion
- Moshe Asher - economist, contabil, jurist si manager, a fost director al Oficiului de impozite al Israelului
- Amir Balaban - fotograf, ornitolog și pictor
- Hedva Bar - economistă, fostă inspectoare a băncilor
- Itamar Ben Gvir - politician (Puterea Evreiască) și avocat, ministrul și deputat în Knesset
- Shlomo Bentin - neuropsiholog
- Charlie Bitton - om politic radical de stanga (fost deputat în Knesset - Panterele negre-Noua Stângă, Frontul pentru Democrație și Egalitate)
- Ran Cohen - om politic, lt.colonel în rezervă, fost ministru și fost deputat în Knesset (Lista pentru Drepturi Civile Ratz, Meretz)
- Eyal Deshe - om de finanțe și manager
- Itzhak Eitan - general maior în rezervă
- Berthold Friedländer - biotehnolog, microbiolog si imunolog, președintele Colegiului academic Hadassa din Ierusalim
- Karmi Gilon - fost comandant al forțelor de securitate internă Shabak, fost ambasador și fost primar al Mevaseret Zion
- David Grossman, scriitor ebraic
- Tzahi Hanegbi - om politic, ministru, deputat în Knesset (Likud)
- Miki Levi - om politic si fost comandant de poliție, fost președinte al Knessetului
- Alon Liel - diplomat, fost ambasador și om politic (Meretz)
- Gad Lior - ziarist
- Efraim Meir - filozof, profesor la Universitatea Bar Ilan
- David Menahem, rabin ortodox, compozitor și cântăreț
- Dani Pfefferman - statistician, profesor la Universitatea Ebraică din Ierusalim
- Dina Rubina - scriitoare israeliană de limbă rusă
- Amnon Shaashua - cibernetician si om de afaceri israelian, profesor la Universitatea ebraică
- Yuval Steinitz - filosof si om politic, fost ministru si deputat in Knesset (Likud)
- Tzvi Stern - medic, profesor în administrație medicală, fost director al Spitalului Hadassa
- Shay Talmon - economist și manager
- Arnon Toren - manager
- Martin Van Creveld, istoric militar
- Matan Vilnai - general și politician (P.Muncii)
- David Witztum - om de televiziune, moderator
- Itamar Ben Gvir (n. 1976), politician.

## Orașe înfrățite
- White Plains, New York (2004)[11]
- Sankt Augustin (2001)
- Calabasas, California (2012)[12]